# FK Rudar Pljevlja
Der FK Rudar Pljevlja ist ein Fußballverein aus Pljevlja in Montenegro. Er spielt in der Prva Crnogorska Liga, der höchsten Spielklasse des Landes und wurde 2010 erstmals montenegrinischer Meister. Im montenegrinischen Pokal ist Rudar Pljevlja mit vier Titelgewinnen 2007, 2010, 2011 und 2016 Rekordsieger.

## Geschichte
Der Verein wurde 1920 als FK Breznik Pljevlja gegründet und in der Folgezeit mehrfach umbenannt. Ab 1923 trug er den Namen FK Sandžak Pljevlja, ab 1945 FK Rudar Pljevlja, ab 1947 FK Jakić Pljevlja und ab 1955 schließlich wieder FK Rudar Pljevlja. Nach der Unabhängigkeit Montenegros war er 2006 Gründungsmitglied der Prva Crnogorska Liga, wo er in der ersten Saison 2006/07 den vierten Platz belegte. Im gleichen Jahr gewann Rudar Pljevlja die erste Auflage des montenegrinischen Pokals durch ein 2:1 im Endspiel gegen den FK Sutjeska Nikšić. Als Pokalsieger nahm der Verein an der Qualifikation zum UEFA-Pokal 2007/08 teil, wo er in der ersten Runde nach zwei 0:2-Niederlagen gegen Omonia Nikosia ausschied.
Nach einem fünften Platz 2008 und einem sechsten Platz 2009 gewann der Rudar Pljevlja in der Saison 2009/10 seinen ersten Meistertitel, ein 2:0 im Pokalendspiel gegen Budućnost Podgorica machte das Double perfekt. Als Meister erreichte die Mannschaft die Qualifikation zur UEFA Champions League 2010/11. Dort setzte sich der Verein in der ersten Runde gegen Società Polisportiva Tre Fiori, den Vertreter von San Marino, mit 3:0 und 4:1 durch. In der zweiten Runde schied er nach zwei Niederlagen (0:1 und 0:4) gegen den bulgarischen Meister Litex Lowetsch aus.
In der Ligasaison 2010/11 belegte Rudar Pljevlja mit deutlichem Rückstand auf Meister Mogren Budva und Vizemeister Budućnost Podgorica den dritten Platz. Dagegen konnte der Titel im Pokal durch ein 5:4 im Elfmeterschießen im Endspiel gegen Mogren Budva verteidigt werden, nachdem es nach regulärer Spielzeit 1:1 und nach Verlängerung 2:2 gestanden hatte. In der Saison 2011/12 wurde Rudar Pljevlja sowohl nur Vizemeister, als auch Zweiter im Pokal.

## Erfolge
- Montenegrinischer Meister (2): 2010, 2015
- Montenegrinischer Pokalsieger (4): 2007, 2010, 2011, 2016

## Europapokalbilanz
| Saison  | Wettbewerb            | Runde                  | Gegner            | Gesamt | Hin     | Rück    |
| ------- | --------------------- | ---------------------- | ----------------- | ------ | ------- | ------- |
| 2007/08 | UEFA-Pokal            | 1. Qualifikationsrunde | Omonia Nikosia    | 0:4    | 0:2 (A) | 0:2 (H) |
| 2010/11 | UEFA Champions League | 1. Qualifikationsrunde | SP Tre Fiori      | 7:1    | 3:0 (A) | 4:1 (H) |
| 2010/11 | UEFA Champions League | 2. Qualifikationsrunde | Litex Lowetsch    | 0:5    | 0:1 (A) | 0:4 (H) |
| 2011/12 | UEFA Europa League    | 2. Qualifikationsrunde | FK Austria Wien   | 0:5    | 0:3 (H) | 0:2 (A) |
| 2012/13 | UEFA Europa League    | 1. Qualifikationsrunde | FC Schirak Gjumri | 1:2    | 0:1 (H) | 1:1 (A) |
| 2013/14 | UEFA Europa League    | 1. Qualifikationsrunde | MIKA Aschtarak    | 2:1    | 1:0 (H) | 1:1 (A) |
| 2013/14 | UEFA Europa League    | 2. Qualifikationsrunde | Śląsk Wrocław     | 2:6    | 0:4 (A) | 2:2 (H) |
| 2015/16 | UEFA Champions League | 2. Qualifikationsrunde | FK Qarabağ Ağdam  | 0:1    | 0:0 (A) | 0:1 (H) |
| 2016/17 | UEFA Europa League    | 1. Qualifikationsrunde | FK Kukësi         | 1:2    | 1:1 (A) | 0:1 (H) |
| 2018/19 | UEFA Europa League    | 1. Qualifikationsrunde | Partizan Belgrad  | 0:6    | 0:3 (H) | 0:3 (A) |

Gesamtbilanz: 20 Spiele, 3 Siege, 5 Unentschieden, 12 Niederlagen, 13:33 Tore (Tordifferenz −20)